# Перл, Мэттью
Мэ́ттью Перл (англ. Matthew Pearl) — американский романист, его романы Дантов клуб, Тень По, Поздний Диккенс, Технологи были опубликованы издательствами четырех десятков стран мира.

## Биография
Перл — выпускник University School of Nova Southeastern University (NSU), Гарвардского колледжа и школы права Йельского университета, преподаватель английского языка и литературы в Колледже Эмерсон и Гарвардском университете. Писатель живет в Кембридже.